# Podłęże Królewskie
Podłęże Królewskie – wieś w Polsce położona w województwie śląskim, w powiecie kłobuckim, w gminie Krzepice.
| SIMC    | Nazwa     | Rodzaj    |
| ------- | --------- | --------- |
| 0137101 | Brzeziny  | część wsi |
| 0137118 | Kostrzyna | część wsi |

We wsi znajduje się klasztor Franciszkanów założony w 1995 z darowizn osób świeckich. W 1998 arcybiskup częstochowski Stanisław Nowak poświęcił ogólnodostępną kaplicę. Gwardianem jest o. Krystian Ostrowski (pierwszym był o. Roman Skowroński).
W okresie międzywojennym stacjonowała w miejscowości placówka Straży Celnej „Podłęże Królewskie”.
W latach 1975–1998 miejscowość administracyjnie należała do województwa częstochowskiego.